# کریسپین مارتین
کریسپین مارتین (انگلیسی: Chrispin Martin؛ ۱۹ نوامبر ۱۸۹۳ – ۲۷ ژوئن ۱۹۵۳) یک هنرپیشه اهل ایالات متحده آمریکا بود.
از فیلم‌ها یا برنامه‌های تلویزیونی که وی در آن نقش داشته است می‌توان به دلیجان، جویندگان طلا، توفند، ستاره‌ای متولد شده است، زندگی پنهان والتر میتی، نقاب فو مانچو، سان آنتونیو، کاپیتان بلاد، حادثه اوکس‌بو، علی‌بابا و چهل دزد، چهار مرد و یک نیت خیر، فراری، تامپیکو اشاره کرد.